# 판청청
판청청(중국어: 范丞丞, 병음: Fàn Chéngchéng, 2000년 6월 16일 ~ )은 중국의 가수이며 래퍼이다. 보이 그룹인 NINE PERCENT의 멤버였으며, 현재 NEXT의 일원으로 활동하고 있다. 중국의 배우인 판빙빙의 동생이다.

## 생애
그는 중화인민공화국 산둥성 칭다오시에서 태어났다.

## 텔레비전 프로그램

### 방송
| 연도   | 기간               | 방송사   | 제목           | 역할   | 장르 | 비고      |
| ------ | ------------------ | -------- | -------------- | ------ | ---- | --------- |
| 2018년 | 1월 19일 ~ 4월 6일 | 아이치이 | 《우상연습생》 | 참가자 | 예능 | 출연 데뷔 |